# Armando Robles Godoy
Armando Robles Godoy (ur. 7 lutego 1923 w Nowym Jorku, zm. 10 sierpnia 2010 w Limie) – peruwiański reżyser i scenarzysta filmowy. Jeden z czołowych twórców kinematografii peruwiańskiej.
Syn cenionego kompozytora Daniela Alomíi Roblesa i Carmeli Godoy. Jego film Nie ma gwiazd w dżungli (1967) został nagrodzony na MFF w Moskwie. Zielona ściana (1969) brała udział w konkursie głównym na MFF w Karlowych Warach, a Espejismo (1972) był pierwszym i jedynym jak dotąd peruwiańskim filmem nominowanym do Złotego Globu za najlepszy film nieanglojęzyczny.
Reżyser zmarł w wyniku urazów doznanych w wypadku samochodowym.